# 4-Stunden-Rennen von Dubai 2024

Das befahrene Streckenlayout des Dubai Autodrome

Das 4-Stunden-Rennen von Dubai 2024, auch Asian Le Mans Series, 4 hours of Dubai, fand am 4. Februar auf dem Dubai Autodrome statt und war der dritte Wertungslauf der Asian Le Mans Series dieses Jahres.

## Das Rennen
Nach dem Sieg beim 4-Stunden-Rennen von Sepang gelang dem Trio Ahmad Al Harthy, Nikita Masepin und Louis Delétraz im Oreca 07 von 99 Racing der zweite Saisonerfolg. Im Ziel hatten sie einen Vorsprung von 3,5 Sekunden auf die Marken- und Typenkollegen Giorgio Roda, Julien Andlauer und René Binder.

## Ergebnisse

### Schlussklassement
| 1           | LMP2 | 99 | 99 Racing                     | Ahmad Al Harthy ---- Nikita Masepin Louis Delétraz     | Oreca 07                      | 119 |
| 2           | LMP2 | 22 | Proton Competition            | Giorgio Roda Julien Andlauer René Binder               | Oreca 07                      | 100 |
| 3           | LMP2 | 4  | CrowdStrike Racing by APR     | George Kurtz Colin Braun Malthe Jakobsen               | Oreca 07                      | 119 |
| 4           | LMP2 | 3  | DKR Engineering               | Alexander Mattschull Tom Dillmann Laurents Hörr        | Oreca 07                      | 119 |
| 5           | LMP2 | 90 | TF Sport                      | Salih Yoluç Michael Dinan Charlie Eastwood             | Oreca 07                      | 119 |
| 6           | LMP2 | 25 | Algarve Pro Racing            | Chris McMurry Freddie Tomlinson Toby Sowery            | Oreca 07                      | 119 |
| 7           | LMP2 | 55 | Proton Competition            | P. J. Hyett Harry Tincknell Paul-Loup Chatin           | Oreca 07                      | 119 |
| 8           | LMP2 | 83 | AF Corse                      | François Perrodo Matthieu Vaxivière Alessio Rovera     | Oreca 07                      | 119 |
| 9           | LMP2 | 24 | Nielsen Racing                | Ian Loggie Alex García Will Stevens                    | Oreca 07                      | 118 |
| 10          | LMP2 | 44 | ARC Bratislava                | Miroslav Konôpka Mathias Beche Jonas Ried              | Oreca 07                      | 118 |
| 11          | LMP2 | 34 | Nielsen Racing                | Blake McDonald Patrick Liddy Matthew Bell              | Oreca 07                      | 118 |
| 12          | LMP3 | 17 | COOL Racing                   | James Winslow Alexander Bukhantsov                     | Ligier JS P320                | 114 |
| 13          | LMP3 | 2  | CD Sport                      | Michael Jensen Nick Adcock Fabien Lavergne             | Ligier JS P320                | 114 |
| 14          | LMP3 | 20 | High Class Racing             | Auðunn Guðmundsson Anders Fjordbach Seth Lucas         | Ligier JS P320                | 114 |
| 15          | LMP3 | 26 | Bretton Racing                | John Corbett Julien Gerbi Mihnea Stefan                | Ligier JS P320                | 113 |
| 16          | GT   | 91 | Pure Rxcing                   | Alex Malykhin Klaus Bachler Joel Sturm                 | Porsche 911 GT3 R (992)       | 112 |
| 17          | GT   | 7  | Al Manar Racing by GetSpeed   | Al Faisal Al Zubair Anthony Liu Fabian Schiller        | Mercedes-AMG GT3 Evo          | 112 |
| 18          | GT   | 21 | AF Corse                      | Simon Mann François Hériau Davide Rigon                | Ferrari 296 GT3               | 112 |
| 19          | GT   | 43 | Saintéloc Racing              | Dennis Marschall Paul Evrard Sean Gelael               | Audi R8 LMS Evo II            | 112 |
| 20          | GT   | 88 | Triple Eight Race Engineering | Jefri Ibrahim Jordan Love Luca Stolz                   | Mercedes-AMG GT3 Evo          | 112 |
| 21          | GT   | 27 | Optimum Motorsport            | Mark Radcliffe Rob Bell Ollie Millroy                  | McLaren 720S GT3 Evo          | 112 |
| 22          | GT   | 93 | Team Project 1                | Darren Leung Christian Bogle Dan Harper                | BMW M4 GT3                    | 112 |
| 23          | GT   | 86 | GR Racing                     | Mike Wainwright Ben Barker Riccardo Pera               | Ferrari 296 GT3               | 112 |
| 24          | GT   | 33 | Herberth Motorsport           | Antares Au Tim Heinemann Laurin Heinrich               | Porsche 911 GT3 R (992)       | 112 |
| 25          | GT   | 95 | TF Sport                      | John Hartshorne Ben Tuck Jonny Adam                    | Aston Martin Vantage AMR GT3  | 111 |
| 26          | GT   | 82 | AF Corse                      | Charles-Henri Samani Emmanuel Collard Kei Cozzolino    | Ferrari 296 GT3               | 111 |
| 27          | GT   | 8  | EBM                           | Setiawan Santoso Tanart Sathienthirakul Bastian Buus   | Porsche 911 GT3 R (992)       | 111 |
| 28          | GT   | 75 | Team Motopark                 | Lukas Dunner Heiko Neumann Morten Strømsted            | Mercedes-AMG GT3 Evo          | 111 |
| 29          | GT   | 98 | Dragon Racing                 | Rui Andrade Nicola Marinangelii Marco Pulcini          | Ferrari 296 GT3               | 110 |
| 30          | GT   | 84 | EBM                           | Adrian D’Silva Kerong Li Earl Bamber                   | Porsche 911 GT3 R (992)       | 108 |
| 31          | LMP3 | 58 | GG Classic Cars               | Fraser Ross George Nakas                               | Ligier JS P320                | 103 |
| Ausgefallen |      |    |                               |                                                        |                               |     |
| 32          | GT   | 9  | GetSpeed                      | Anthony Bartone Aaron Walker Martin Konrad             | Mercedes-AMG GT3 Evo          | 86  |
| 33          | GT   | 11 | Attempto Racing               | ---- Alexey Nesov ---- Sergey Titarenko Ilya Gorbatsky | Audi R8 LMS Evo II            | 81  |
| 34          | LMP2 | 30 | Duqueine Team                 | John Falb Carl Wattana Bennett Oliver Rasmussen        | Oreca 07                      | 78  |
| 35          | GT   | 42 | Saintéloc Racing              | Christopher Haase Gilles Magnus Alban Varutti          | Audi R8 LMS Evo II            | 78  |
| 36          | GT   | 77 | D'Station Racing              | Satoshi Hoshino Tomonobu Fujii Casper Stevenson        | Aston Martin Vantage AMR GT3  | 73  |
| 37          | GT   | 66 | Attempto Racing               | Dylan Pereira Alex Aka ---- Andrey Mukovoz             | Audi R8 LMS Evo II            | 73  |
| 38          | GT   | 19 | Leipert Motorsport            | Gabriel Rindone Brendon Leitch Marco Mapelli           | Lamborghini Huracán GT3 Evo 2 | 49  |
| 39          | LMP2 | 47 | COOL Racing                   | Alexandre Coigny ---- Vladislav Lomko Lorenzo Fluxá    | Oreca 07                      | 1   |
| 40          | LMP3 | 65 | Viper Niza Racing             | Douglas Khoo Dominic Ang                               | Ligier JS P320                | 1   |
| 41          | GT   | 69 | Optimum Motorsport            | Sam De Haan James Cottingham Tom Gamble                | McLaren 720S GT3 Evo          | 1   |

### Nur in der Meldeliste
Hier finden sich Teams, Fahrer und Fahrzeuge, die ursprünglich für das Rennen gemeldet waren, aber aus den unterschiedlichsten Gründen daran nicht teilnahmen.
| Pos. | Klasse | Nr. | Team                | Fahrer                                | Chassis              |
| ---- | ------ | --- | ------------------- | ------------------------------------- | -------------------- |
| 42   | GT     | 56  | Team Project 1      | Sean Gelael Maxime Oosten Huilin Han  | BMW M4 GT3           |
| 43   | GT     | 37  | Craft-Bamboo Racing | Anthony Liu Jules Gounon Jayden Ojeda | Mercedes-AMG GT3 Evo |

### Klassensieger
| Klasse | Fahrer          | Fahrer               | Fahrer         | Fahrzeug                | Platzierung im Gesamtklassement |
| ------ | --------------- | -------------------- | -------------- | ----------------------- | ------------------------------- |
| LMP2   | Ahmad Al Harthy | ---- Nikita Masepin  | Louis Delétraz | Oreca 07                | Gesamtsieg                      |
| LMP3   | James Winslow   | Alexander Bukhantsov |                | Ligier JS P320          | Rang 12                         |
| GT     | Alex Malykhin   | Klaus Bachler        | Joel Sturm     | Porsche 911 GT3 R (992) | Rang 16                         |

### Renndaten
- Gemeldet: 43
- Gestartet: 41
- Gewertet: 31
- Rennklassen: 3
- Zuschauer: unbekannt
- Wetter am Renntag: warm und trocken
- Streckenlänge: 5,377 km
- Fahrzeit des Siegerteams: 4:01:25,599 Stunden
- Gesamtrunden des Siegerteams: 119
- Gesamtdistanz des Siegerteams: 639,863 km
- Siegerschnitt: unbekannt
- Pole Position: P. J. Hyett – Oreca 07 (#55) – 1:48,873
- Schnellste Rennrunde: Malthe Jakobsen – Oreca 07 (#4) – 1:47,824
- Rennserie: 3. Lauf zur Asian Le Mans Series 2024